# Szent Bertalan-templom (Gyöngyös)
A Szent Bertalan-templom Gyöngyös város egyik temploma. A városlakók köznyelvében csak „Nagytemplom”.

## Története

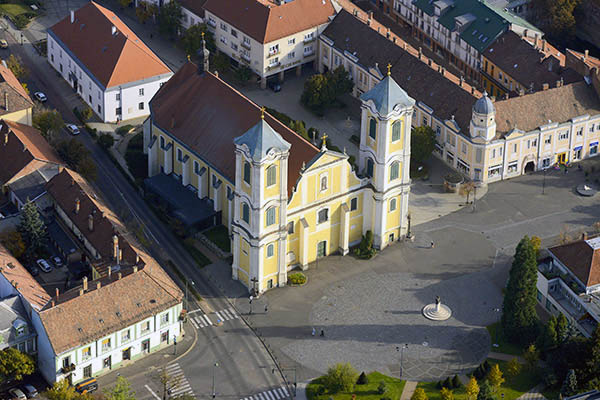
Légi fotó (drónnal készült)

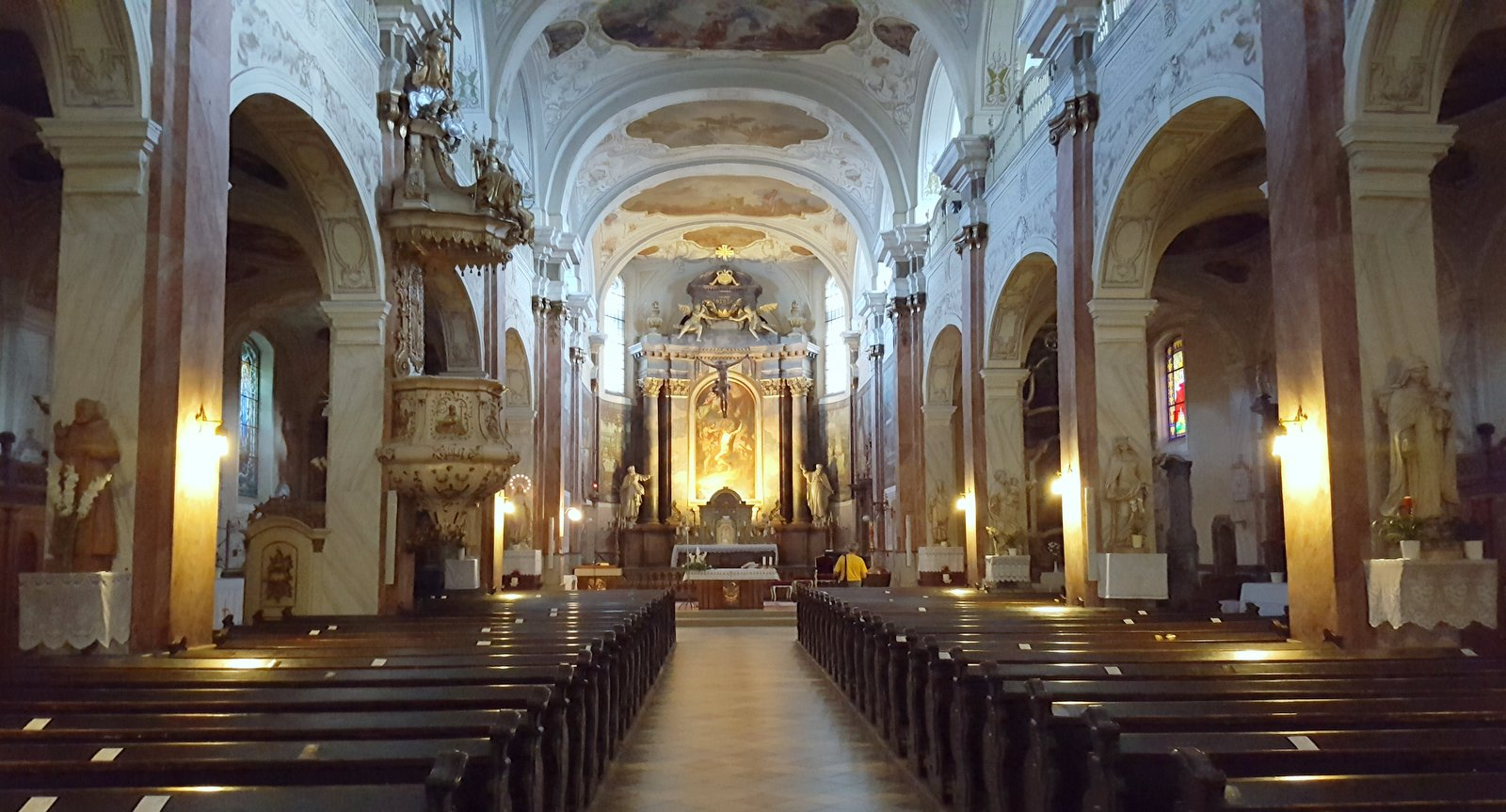
Szent Bertalan-templom

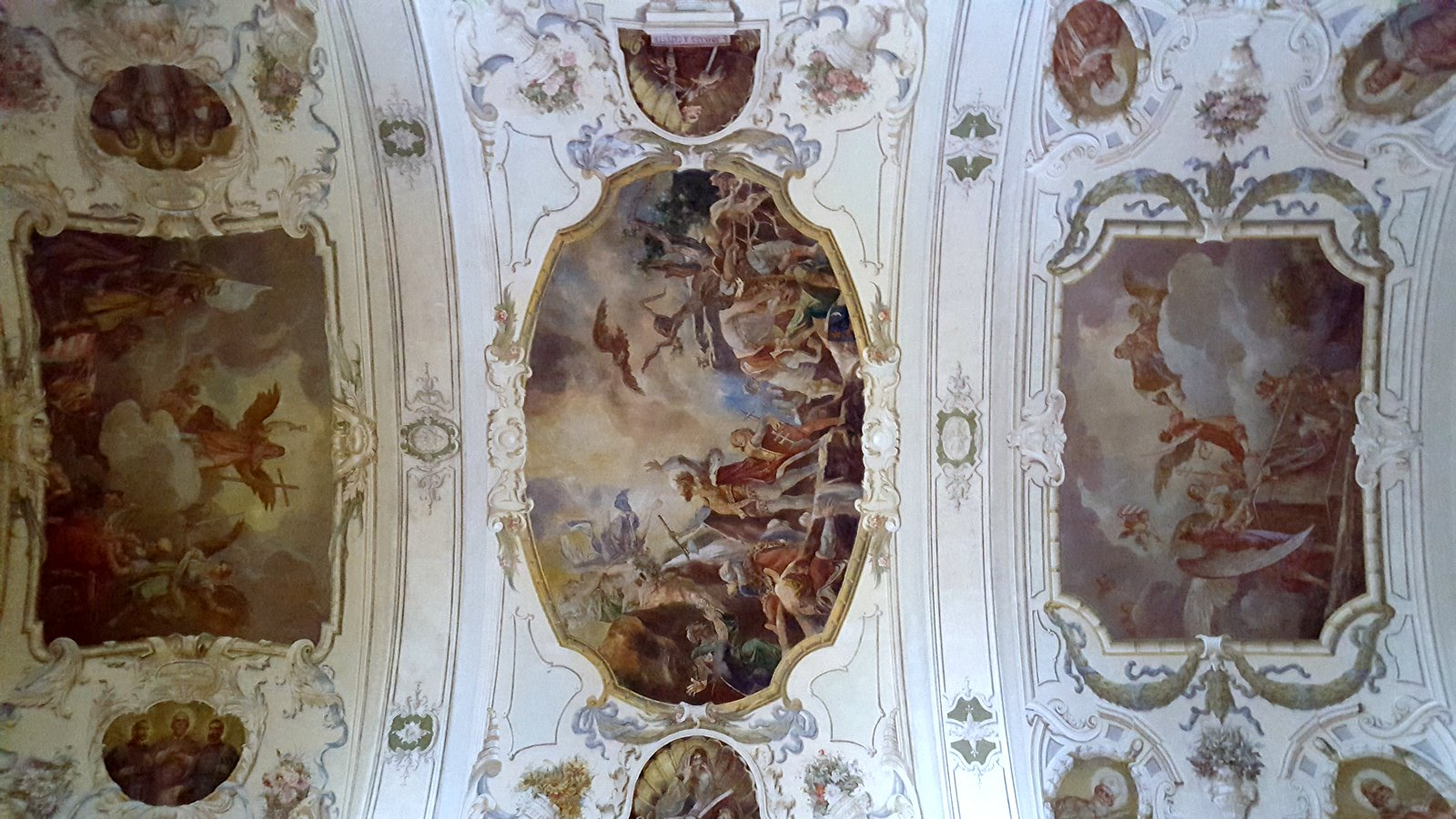
A templomhajó mennyezete

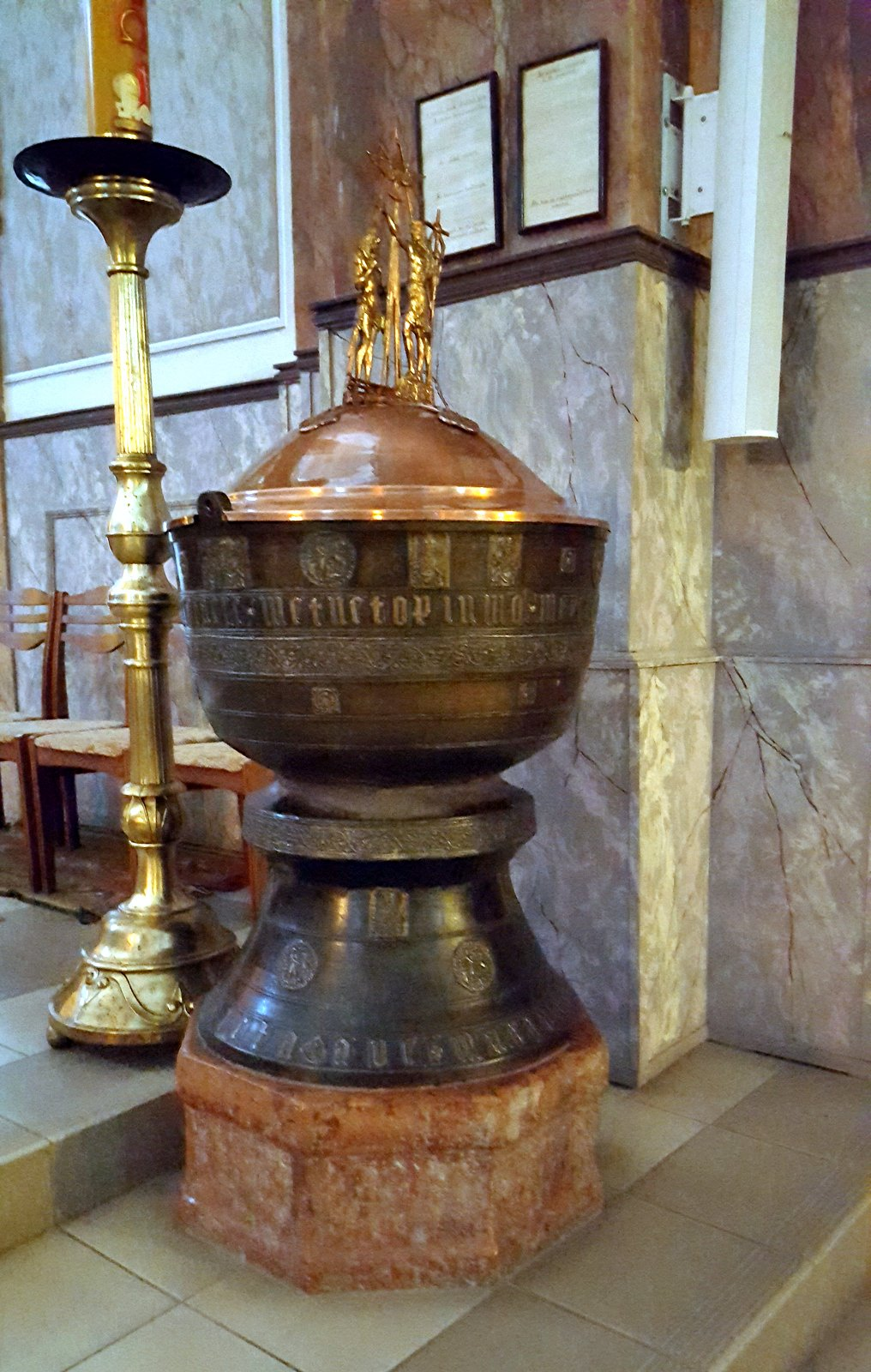
XV. századi bronz keresztelő-medence

A város főterén, a Károly Róbert téren áll a hatalmas, monumentális csarnoktemplom, a környék legnagyobb temploma. A 13. században már templom állt ezen a helyen, ez lényegesen egyszerűbb volt a mainál, erről tanúskodik az 1301-ben kelt oklevél. 1320-ban Csák Máté fölgyújtatja a templomot, újjáépítését Szécsényi Tamás fedezte. A 15. században alakították át gótikus csarnoktemplommá, belsejét hatalmas, gótikus ablakok világították meg. 
Tornya a hajó közepénél volt, többször átépítették, utoljára 1732-ben. A török offenzívák alatt a templom többször leégett. 1741-ben elbontották és helyén 1746 és 56 között felépült a mai, barokk templom a korábbi falak helyenkénti meghagyásával, átépítésével. Tornyai később készültek el. Az északi 1772-73-ban, a déli 1815-ben. A korábbi tornyot csak az északi torony megépülte után bontották el. 1917-ben a nagy gyöngyösi tűzvész martalékává vált. 1922-ben épült újjá Nagy Virgil építész tervei szerint. 2018-19 között újjáépítették az eredeti, barokkos toronysisakjait, amellyel ismét eredeti arcát mutatja a nagytemplom. 
A templomra jellemző a széles főhomlokzat, az egymástól szokatlanul távol eső tornyok hatása. A háromszintes, órapárkányos, 30 méter magas, vaskos tornyokat sátortető (lapos gúla formájú toronysisak) fedi. Valamikor barokk stílusú toronysisakok fedték a tornyokat, akkor azok 52 méter magasra nyúltak. Ezek a sisakok az 1917-es nagy gyöngyösi tűzvészben pusztultak el. A szentély fölött, a főgerincen pedig a gótikus eredetű huszártornyot láthatjuk. Egységes, barokk belseje lenyűgöző hatású, gazdagon díszített, cseh süvegboltozattal fedett, kétoldalt karzat húzódik. Főoltárképe Szent Bertalan vértanúságát ábrázolja, Krannowetter Gábor festette 1773-ban. A Mária mennybemenetele-oltár XVII. században készült. Többi oltár és a szószék XVIII. századi. Kiemelkedően fontos értéke a 15. századból megmaradt keresztelőkút. A templom déli tornya alatt találjuk az 1917-es tűzvész emlékére állított haranglábat, rajta kicsiny haranggal. 
A templom különleges ritkasága a szentély déli oldalán álló gótikus bronz keresztelő medence a XV. századból. A déli oldalkapunál egyszerű emlékharang áll az 1917-es tűzvész emlékére.

## Harangok

### Részletes adatok
A templom tornyaiban öt harang található, négy (nagyharang és a három kisebb) az északi/bal, egy (2. legnagyobb méretű) a déli/jobb toronyban „lakik”.
- Szent Bertalan nagyharang (az északi toronyban)

2421 kg-os (begravírozás szerint), 164 cm alsó átmérőjű, H0 alaphangú. Öntötte Szlezák László, a leghíresebb magyar harangöntő Budapesten 1926-ban.
Felirata:
"VÁROSUNK VÉDŐSZENTJE TISZTELETÉRE FELAJÁNLOTTÁK TÖRÖK KÁLMÁN, DR. BOZSIK PÁL, BALOGH SÁNDOR, CSÉPÁNY JÁNOS (GUBA), DREDOR FERENCZ, DR. GRÜBER ANDRÁS, GYÖNGYÖSI HANGYA HITELSZÖVETKEZET, ÖZV. JUHÁSZ FERENCZNÉ, KATH. LEGÉNYEGYLET, LUKÁCS JÓZSEF, DR. MAZUK KÁLMÁN, MÁTYÁSSY JÁNOS, ÖZV. MÁTYÁSSY JÁNOSNÉ, MIZSEY VENDELNÉ, MOLNÁR JÁNOS, ID. SZALAY JÁNOS, SZALMÁSSY JÓZSEF, S A TÖBBI GYÖNGYÖSI HÍVEK 1926."
Másik oldalon: Szent Bertalan kép, és körülötte a felirat:
"SZENT BERTALAN APOSTOL KÖNYÖRÖGJ GYÖNGYÖS VÁROSÁÉRT!"
A harang alsó részén körbefutó felirat:
"ÖNTÖTTE SZLEZÁK LÁSZLÓ HARANGÖNTŐ BUDAPESTEN."
Heves vármegye harmadik legnagyobb harangja az Egri főszékesegyház két nagyobbik harangja után.
- Béke-harang (a déli toronyban)

1300 kg-os, 137,5 cm alsó átmérőjű, f1 alaphangú. 1919-ben készült vasharang.
A harang felső részén körbefutó latin nyelvű felirat:
"DA PACEM DOMINE IN DIEBUS NOSTRIS 1919."
Más egyéb felirat (pl. az öntő neve) nem látható a harangon. Nincs információ róla, hogy mikor, honnan került a templomba. Feltehető, hogy a második világháborúban elvitt 1292 kg súlyú harang helyére vásárolták 1948-ban. Ez a harang harangozza a déli harangszót. Anyaga miatt szinte egyedülálló az országban.
- Középső harang (az északi toronyban)

750 kg-os, 109,2 cm alsó átmérőjű, f1 alaphangú (hangja szinte megegyezik Béke-harangéval).
A harang felső részén körbefutó német nyelvű felirat:
"DURCH GROSEN FLEIS UND GOTTES GNAD IOANNES KOHLL MICH GOSSEN HAT PEST 1774."
A templom (és egyben a város) legrégebbi harangja.
- Szent Pál apostol harang (az északi toronyban)

300 kg-os, 82,3 cm alsó átmérőjű, h1 alaphangon szól. Szlezák László öntötte Budapesten 1926-ban.
Felirata:
"ISTEN DICSŐSÉGÉRE FELAJÁNLOTTÁK BARDÓCZY PÁL, NEJE KÁLMÁN VIKTÓRIA ÉS GYERMEKEIK ROZÁLIA, JULIANNA ÉS LÁSZLÓ. GYÖNGYÖS, 1926."
"ÖNTÖTTE SZLEZÁK LÁSZLÓ HARANGÖNTŐ BUDAPESTEN."
Másik oldalon:
"SZENT PÁL APOSTOL KÖNYÖRÖGJ ÉRETTÜNK!"
Dombormű: Szent Pál apostol álló alakos képe
- Szent Mária Magdolna lélekharang (az északi toronyban)

110 kg-os, 55,5 cm alsó átmérőjű, f2 alaphangú. Szlezák László öntötte és adományozta nejével együtt Budapesten 1926-ban.
Felirata:
"GYÖNGYÖS 1926." 
(alatta egy kereszt látható)
"EZEN HARANGOT SZÜLEIK EMLÉKÉRE AJÁNDÉKOZTÁK SZLEZÁK LÁSZLÓ ÉS NEJE VANCSÓ ANNA. ÖNTÖTTE SZLEZÁK LÁSZLÓ HARANGÖNTŐ BUDAPESTEN."
Másik oldalon:
"MÁRIA MAGDOLNA KÖNYÖRÖGJ ÉRETTÜNK!"
Dombormű: Szent Mária Magdolna álló alakos képe
A két kisebb harangot már évtizedek óta nem használják.

### Korábbi harangok
A templom tornyaiban egykor 7 harang lakott. A két világháború között viszont már csak 5. A második világháborúba az 1292 kg-os, 131 cm alsó átmérőjű, d1 alaphangú Szent Mihály-harangot vitték el a déli toronyból hadi célokra, amely szintén Szlezák László mester öntött 1926-ban. Eredetileg a 750, a 300 és a 110 kg-os harangok is a déli toronyban laktak, a 2421 kg súlyú nagyharang pedig az egyedüliként volt elhelyezve az északi toronyban. A három kisebb harang valószínűleg a világháború alatt került oda, egyes vélemények szerint ide rejtették mind a hármat a rekvirálók elől, mikor azok tervbe vették a három harang hadi célokra történő lefoglalását, így menekülhetett meg mind a három harang, ugyanakkor a harangok átkerülésével kapcsolatban ez nem bizonyított, ahogyan az se, hogy valójában hogyan kerültek az északi toronyba. A Béke-harang ismeretlen eredetű, a Szent Mihály-harangot pótolja. A világháborúk előtt a templom tetején található huszártoronyban is volt egy harang.

## Kincstár
A templom kincseit a második világháború idején elrejtették. Ezeket csak az 1960-as években találták meg, a Nagytemplom lépcsőzete mögött elfalazva.
A páratlan értékű egyházi gyűjtemény megalapítója Guba Pál (1861-1952) piarista szerzetes volt. Mint kiállítás 1991-től látható a Korona-épületben, melyet 2009 és 2014 között újítottak fel, így jelenleg méltó helyen látogatható Esztergom után Magyarország második legrangosabb kincstára.

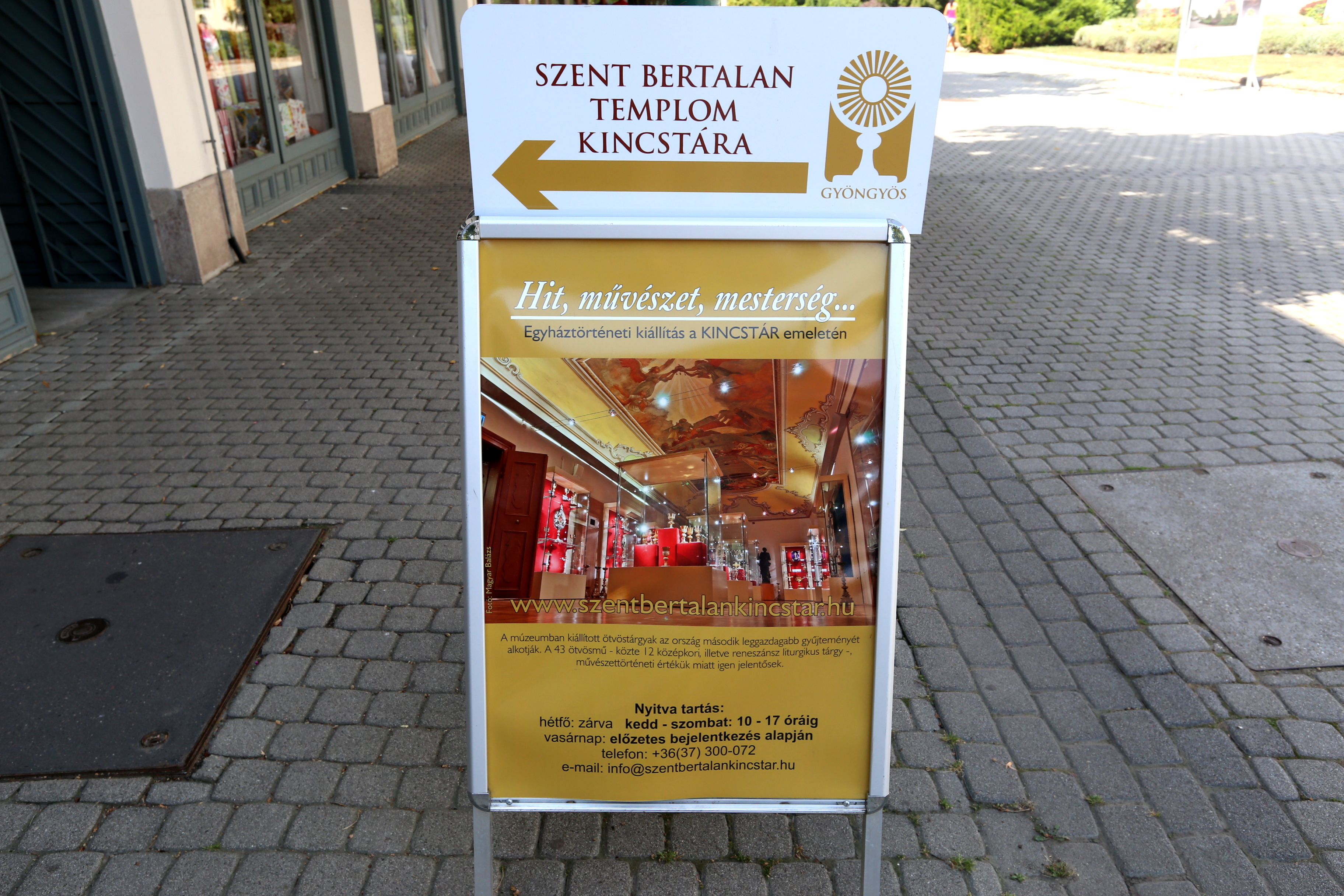
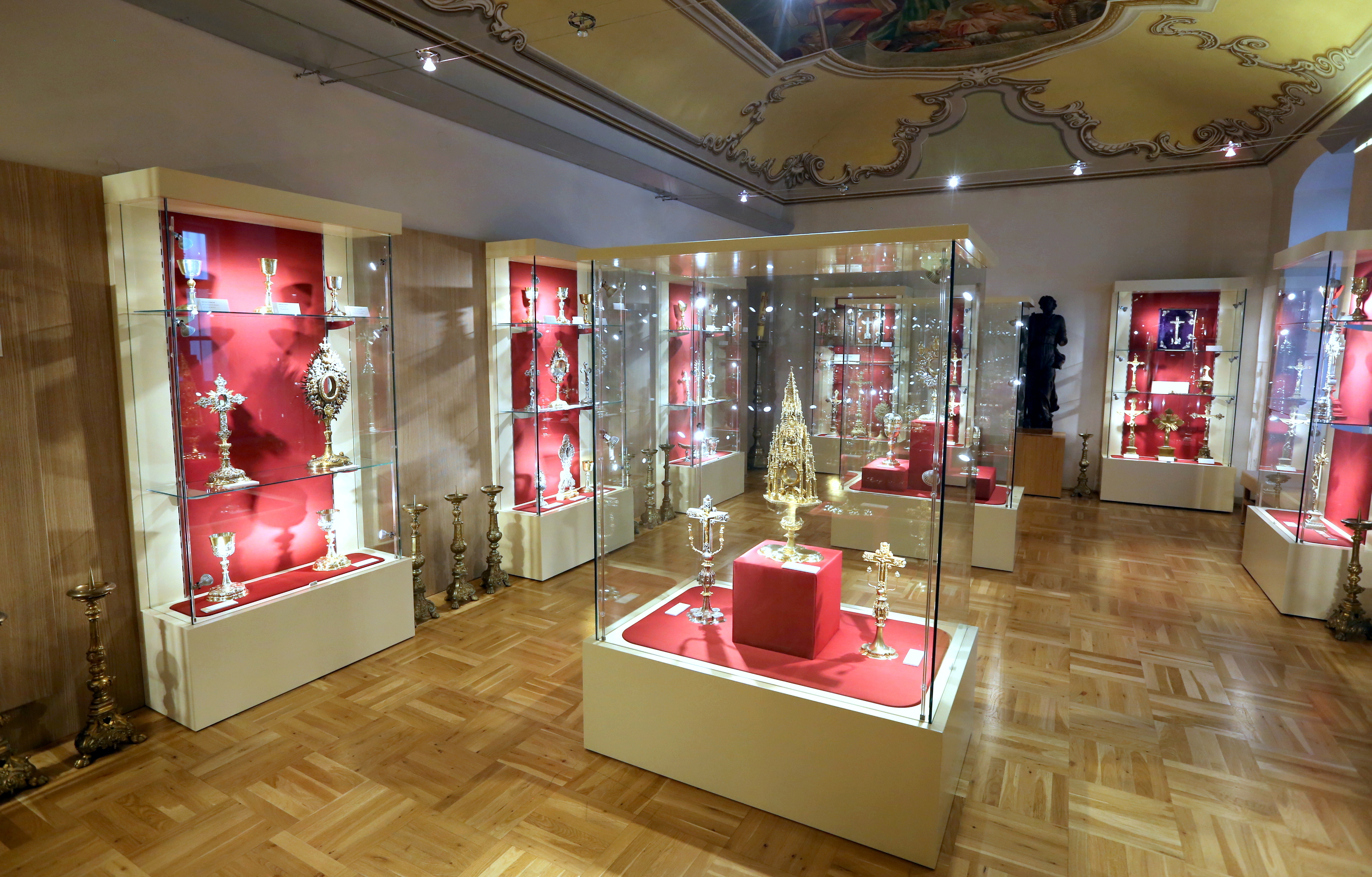
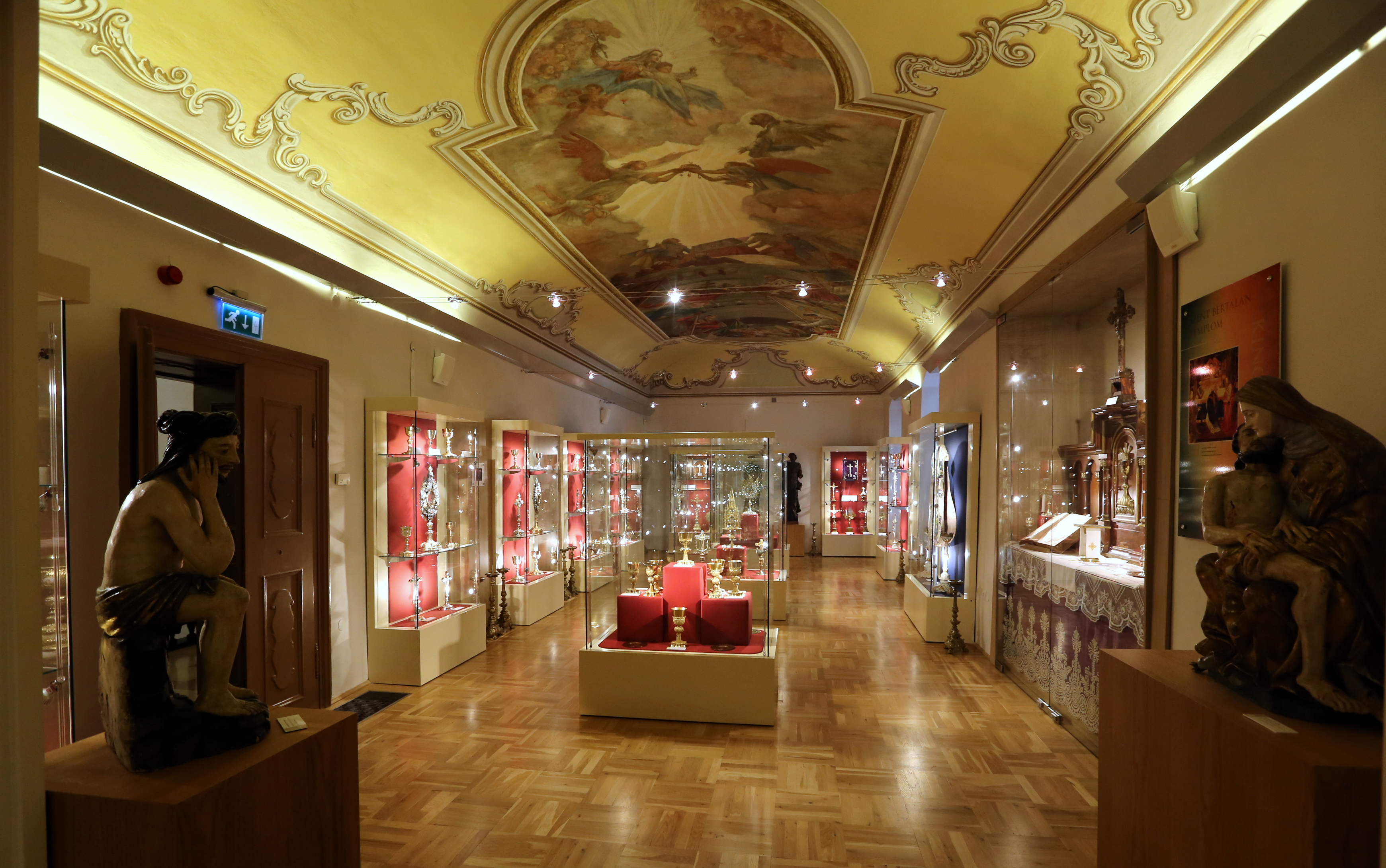
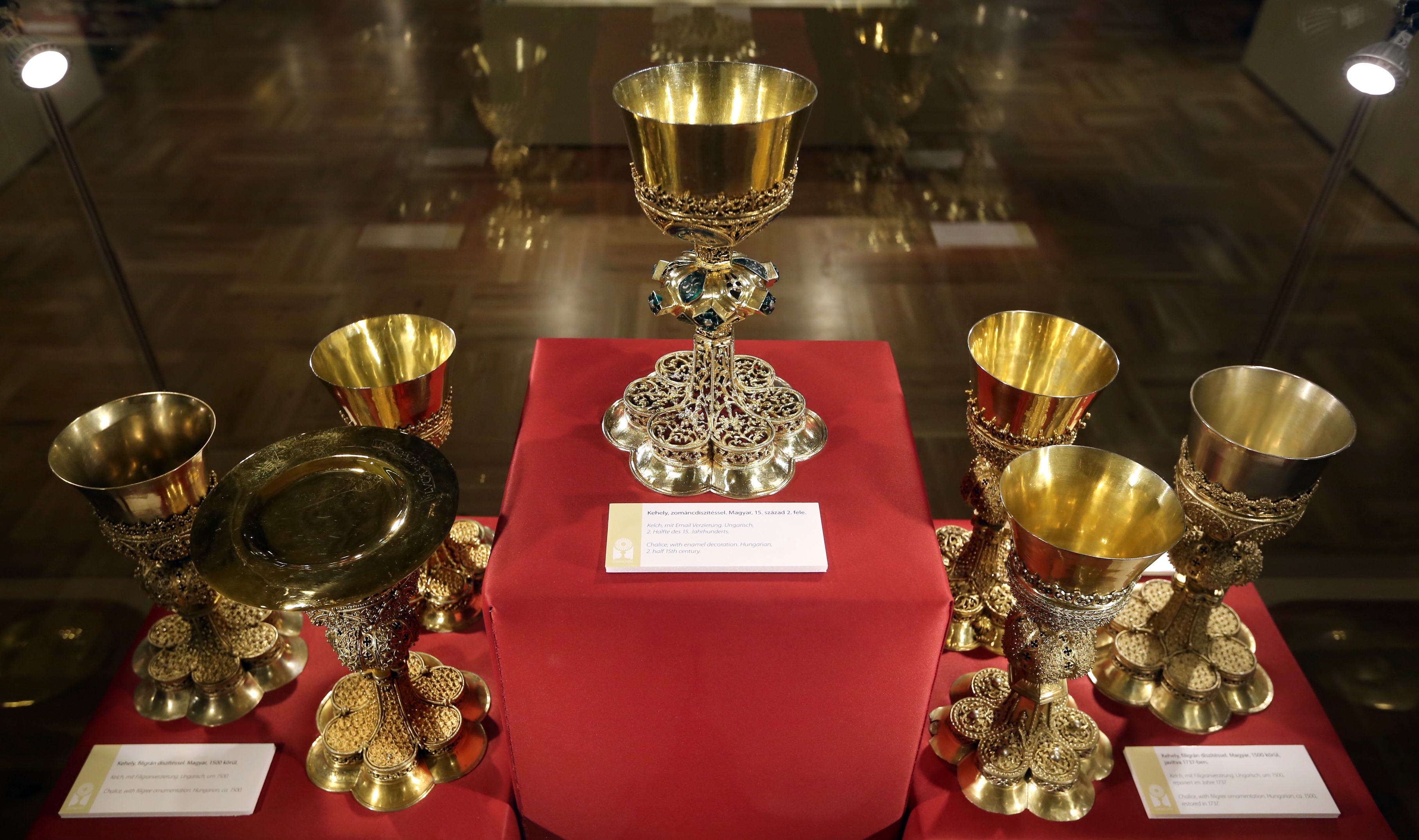
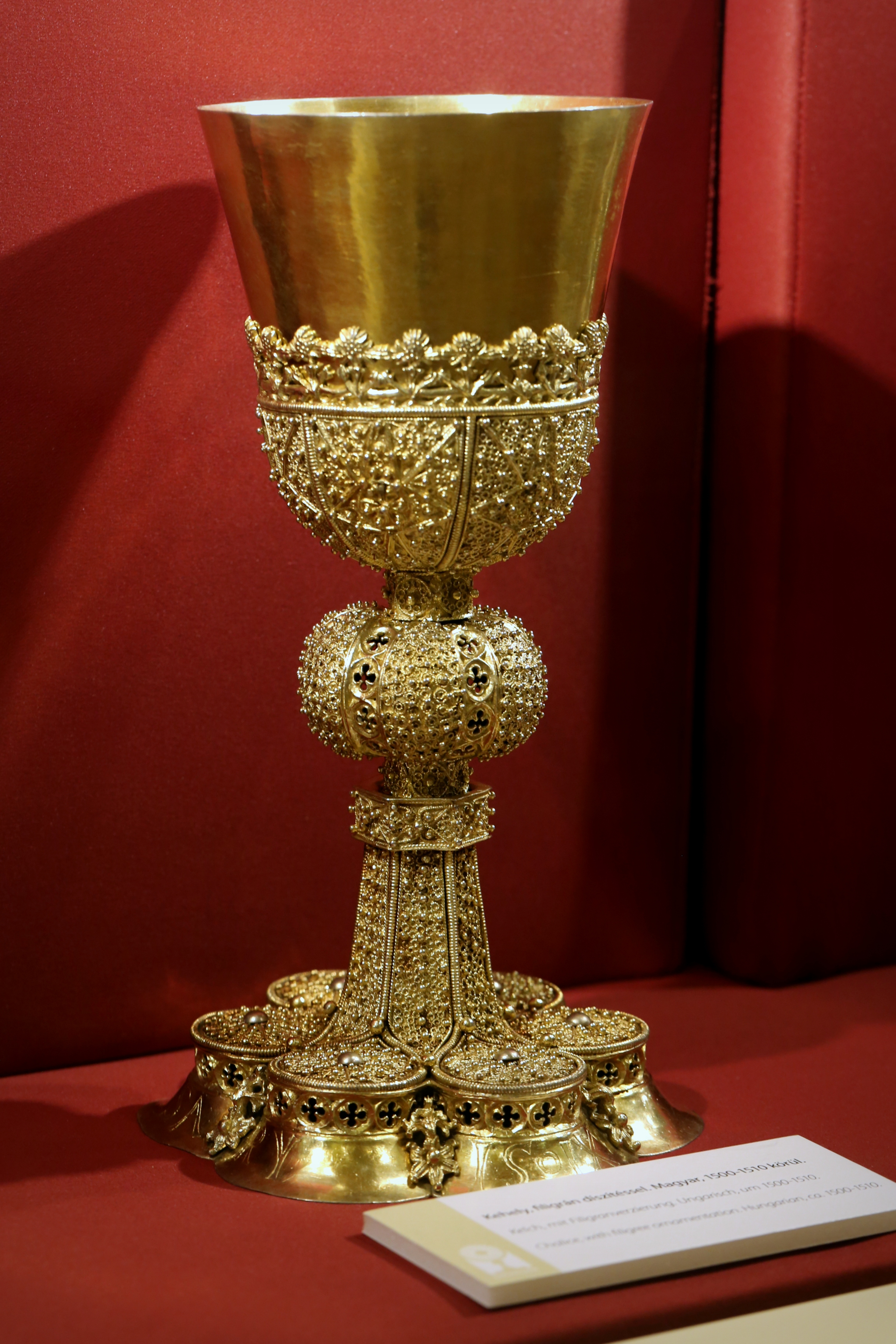
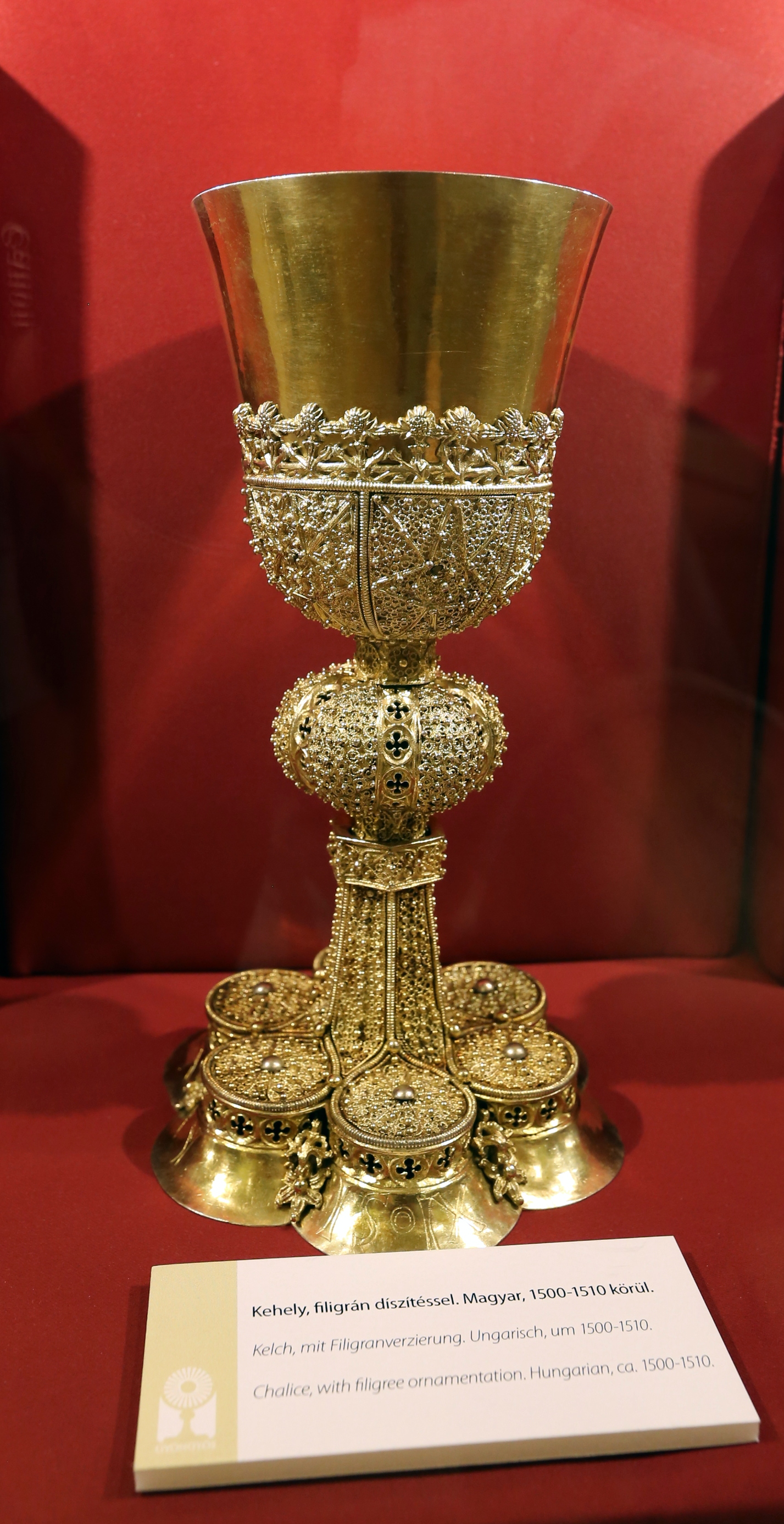
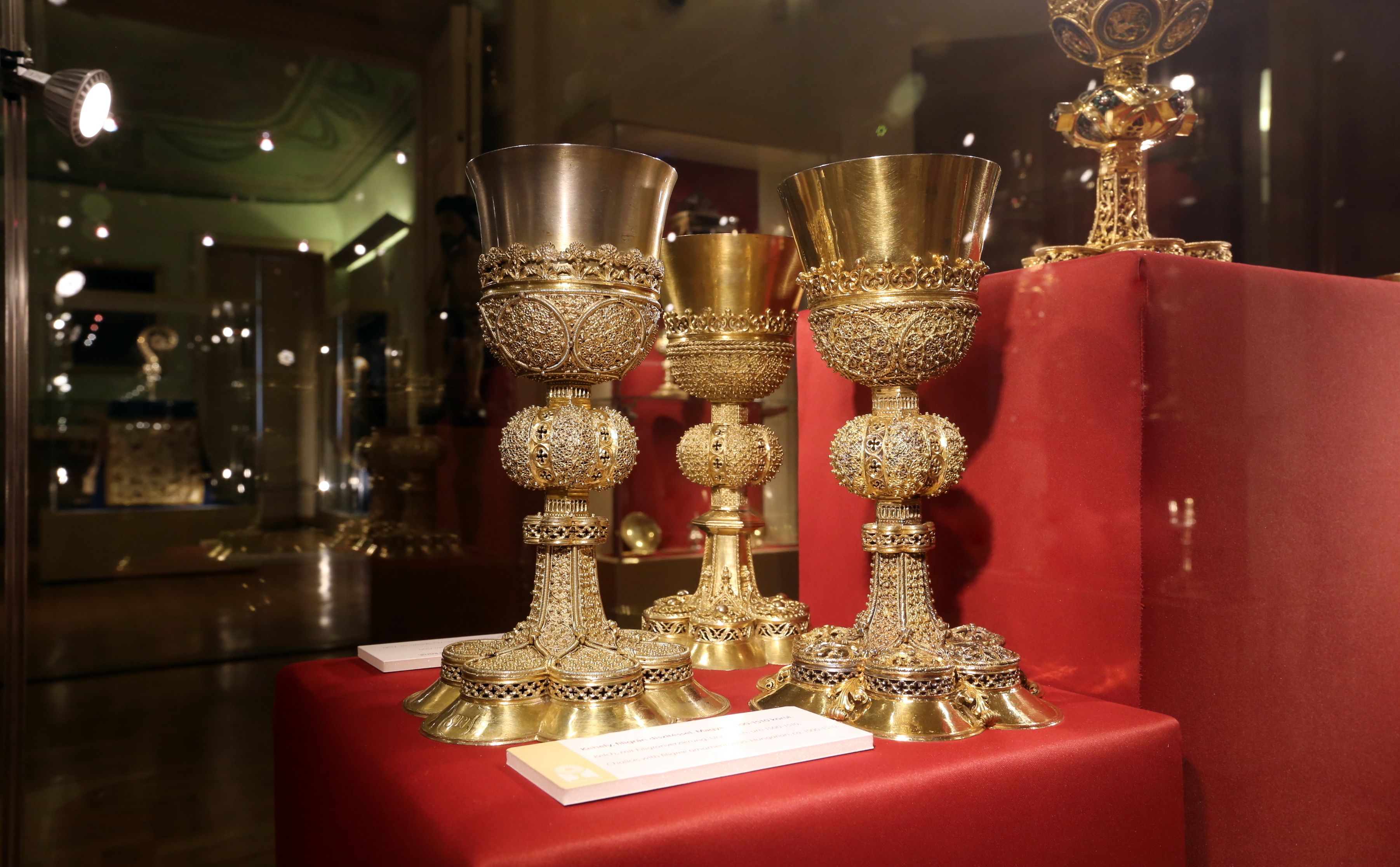
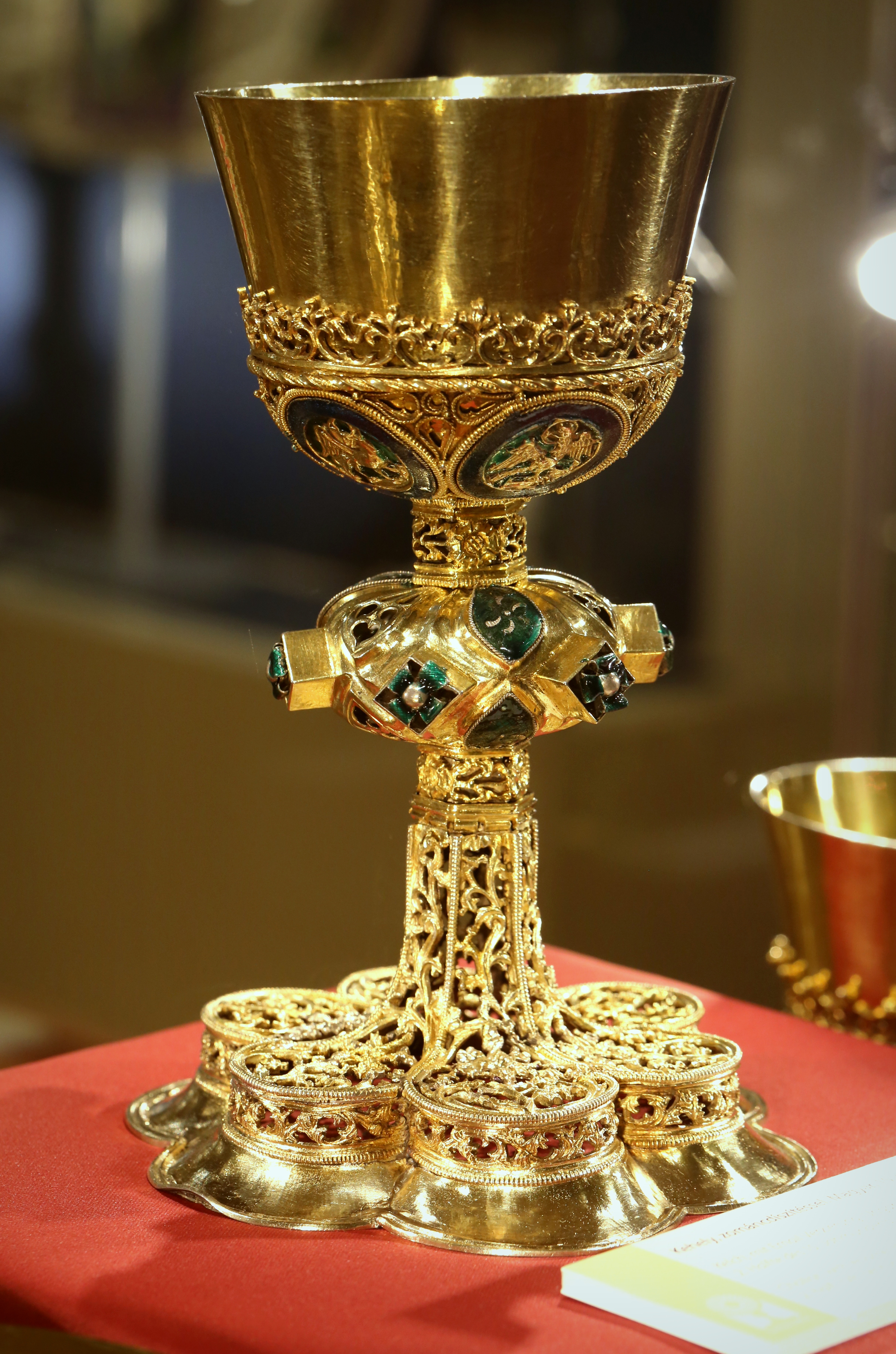
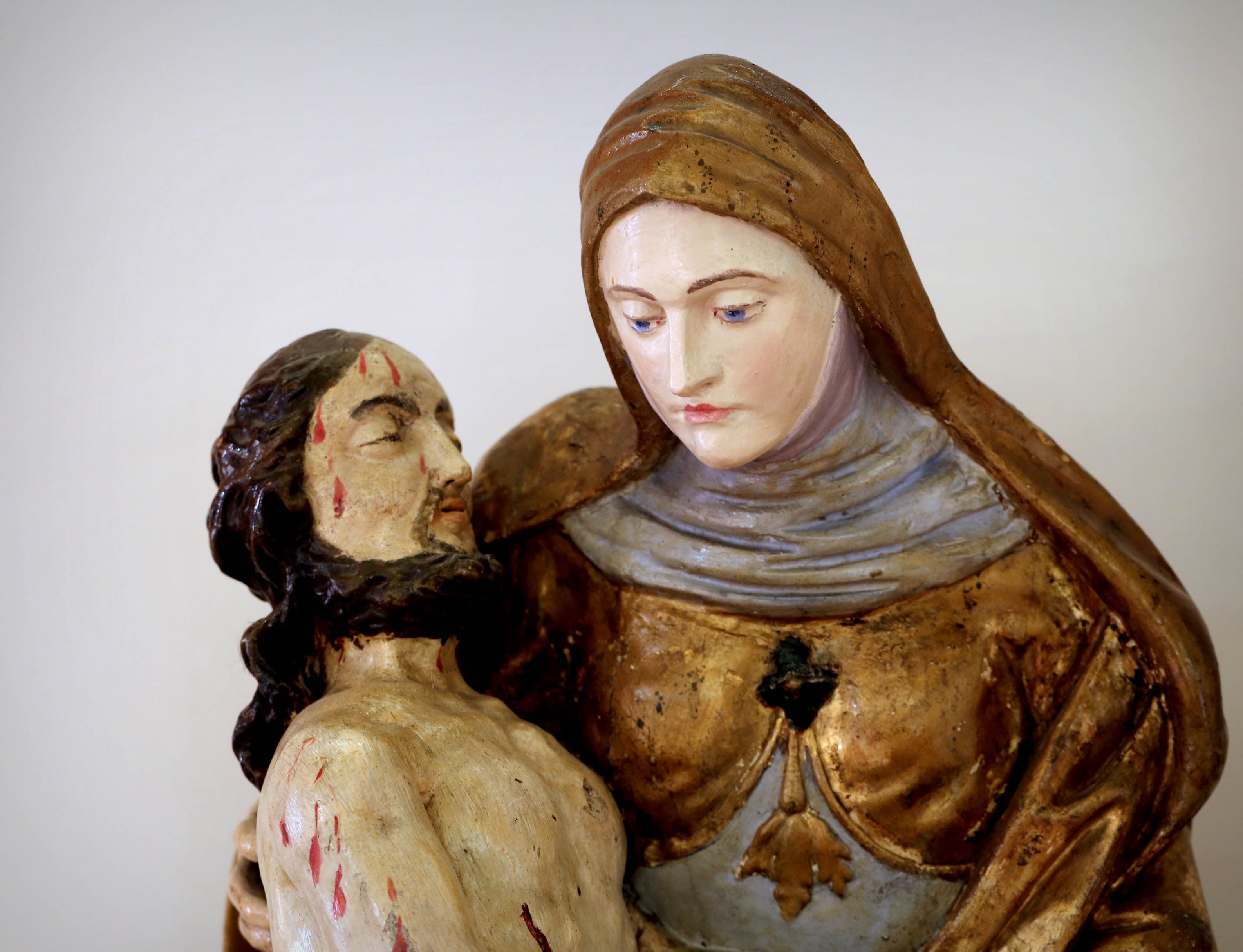
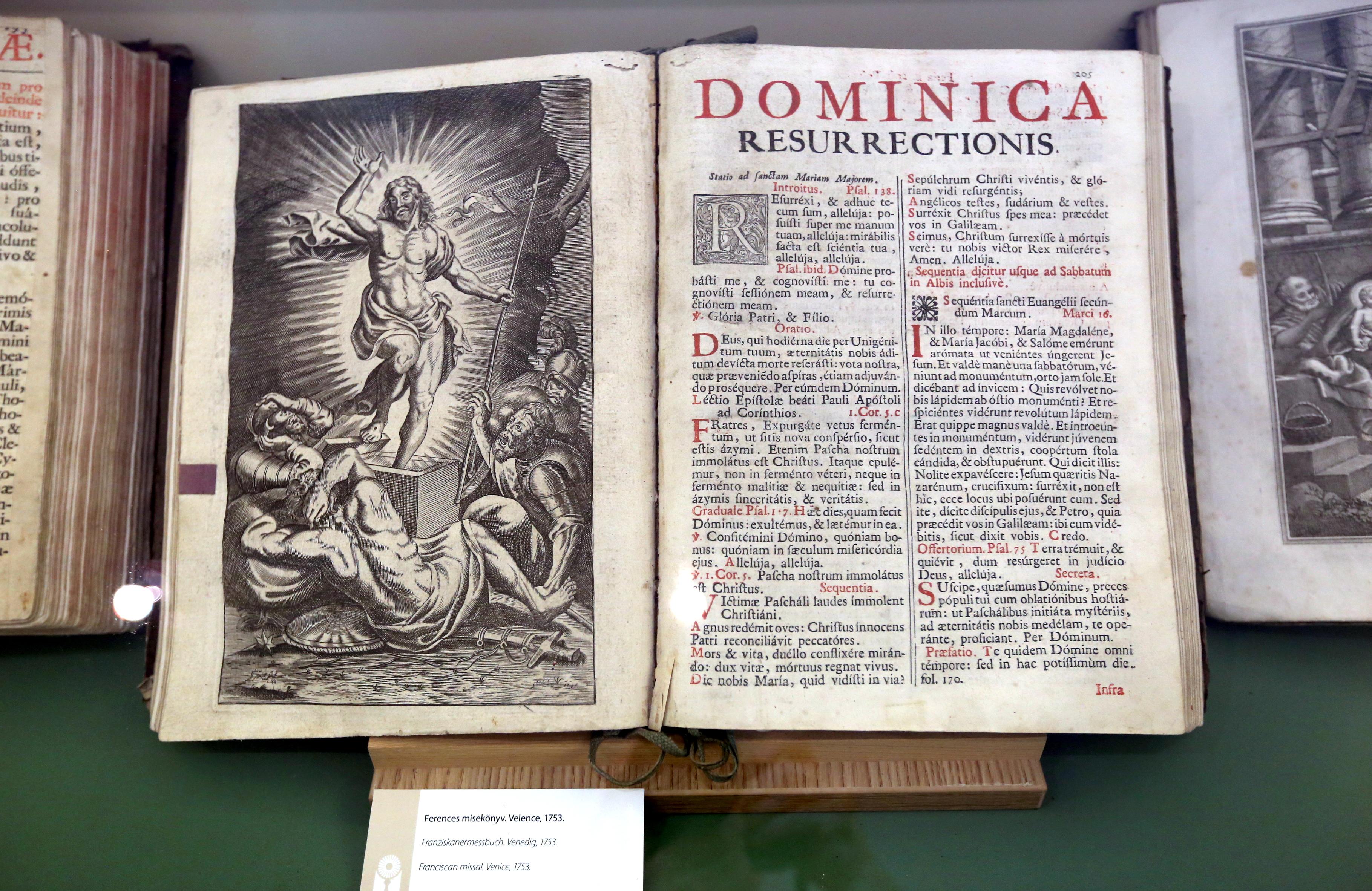
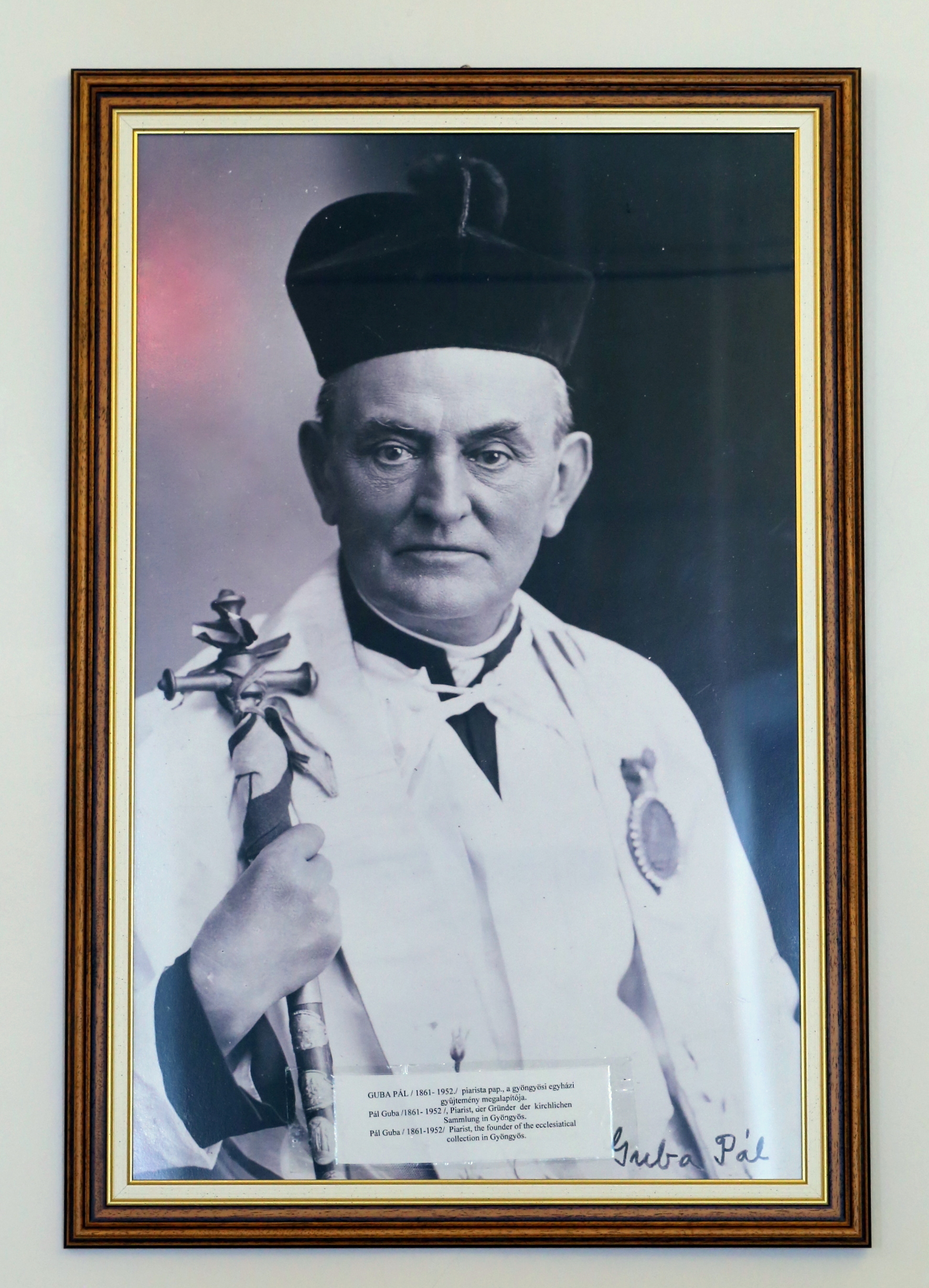
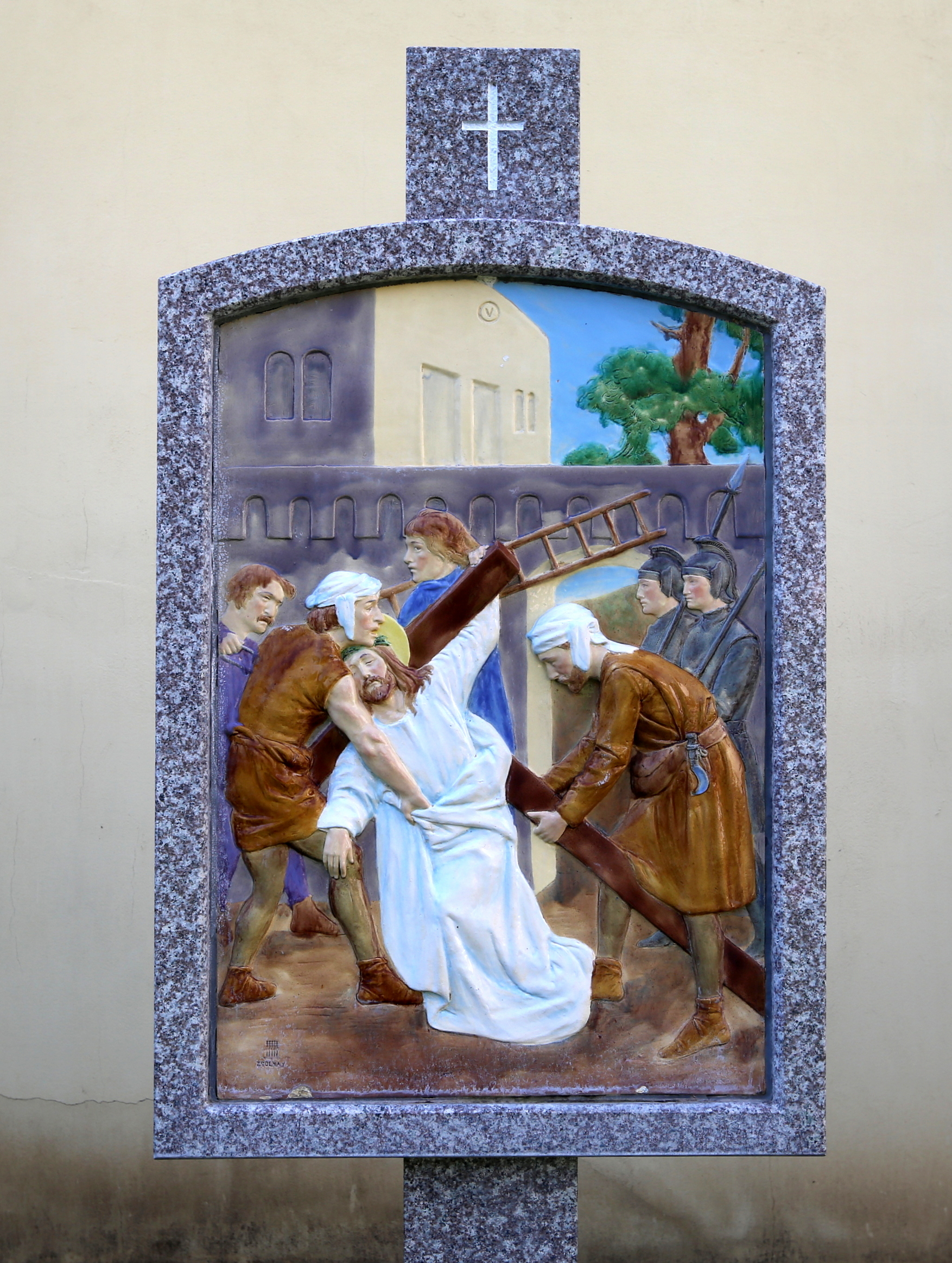